# Santuario de los Mártires de Cuna
El Santuario de San Cosme y San Damián también conocido como Mártires de Cuna, es un santuario católico de la localidad de Insierto, en el concejo asturiano de Mieres (España). Fue declarado Bien de Interés Cultural en 1995.

## Descripción
Según la tradición la veneración a estos mártires en la zona se remonta al traslado de sus reliquias de Toledo a Oviedo con la invasión musulmana. El actual templo fue levantado en el valle de Cuna en la primera mitad del siglo XVIII sobre planta de cruz latina aunque fue ampliada en el XIX con los pórticos exteriores así como parte de la nave. La iglesia cuenta con un coro a los pies y la capilla mayor se cubre con bóveda estrellada de cuatro puntas. La bóveda se decora con ricas pinturas, oscurecidas por un incendio. Sobre el pórtico principal se levantan una torre campanario de planta cuadrada por la cual se accede al templo a través de una puerta de orejas barrocas.
Frente al santuario, existe aún la llamada Casa de la Novena, en cuyo interior se conserva un limosnero popular del siglo XVIII.
Es muy popular la Romería de los Santos Mártires Cosme y Damián que se celebra cada 27 de septiembre, declarada Fiesta de Interés Turístico Nacional en el año 1969.